# 화신여객
화신여객(和信旅客)은 부산광역시 금정구 중앙대로 2310 (노포동)에 본사를 둔 시내버스 운송 업체이다.

## 주요 연혁
- 1977년 5월 9일 설립.
- 2016년 3월 19일: 본사를 노포동의 금정 공영차고지로 이전.

## 차고지
- 부산광역시 금정구 중앙대로 2310 (노포동) (금정 공영차고지(본사): 전 노선 시종착 및 관리)

## 운행 노선
- ● 51번: 금정공영차고지↔부산외국어대학교↔부산대학교↔온천장↔명륜초등학교↔연산초등학교↔수영사적공원↔경성대학교↔부산공업고등학교↔동천초등학교[감만2동]
- ● 131번: 금정공영차고지↔부산대학교↔온천장↔사직야구장↔하마정↔부산시청↔수영사적공원↔부경대학교↔오륙도SK뷰아파트
- ● 300번: 금정공영차고지↔노포동터미널↔금정구청↔장전역↔산성터널↔화명역 ↔ 방송통신대학교 ↔ 구포시장(이 노선은 삼신교통, 세진여객이 공동배차한다.)

## 보유 차량
- 우진산전 - 아폴로 1100
- 현대자동차 - 뉴 슈퍼 에어로시티, 저상 뉴 슈퍼 에어로시티[1]